# Halichoeres iridis
Halichoeres iridis là một loài cá biển thuộc chi Halichoeres trong họ Cá bàng chài. Loài này được mô tả lần đầu tiên vào năm 1982.

## Từ nguyên
Tính từ định danh iridis trong tiếng Latinh có nghĩa là "như cầu vồng", hàm ý đề cập đến sự đa dạng màu sắc trên cơ thể loài cá này.

## Phạm vi phân bố và môi trường sống
H. iridis được phân bố tập trung ở Tây và Trung Ấn Độ Dương, kể cả phía nam Biển Đỏ. Từ vùng biển phía nam bán đảo Ả Rập, phạm vi của H. iridis trải dài theo bờ biển Đông Phi và Nam Phi, bao gồm Madagascar và các đảo quốc xung quanh, mở rộng về phía đông đến quần đảo Chagos và Maldives.
H. iridis sống trên nền đáy cát và đá vụn của các rạn san hô viền bờ ở độ sâu khoảng 5–43 m (nhưng thường được tìm thấy ở độ sâu hơn 20 m).

## Mô tả
H. iridis có chiều dài cơ thể lớn nhất được ghi nhận là 11,5 cm. Cá đực và cá cái có màu sắc tương tự nhau. Thân màu nâu sẫm với một dải màu đỏ dọc sống lưng và lan rộng đến cuống đuôi (cá đực có ít sắc đỏ hơn trên cơ thể). Đầu và ngực có màu vàng cam với các vệt sọc màu xanh lục quanh mắt và một đốm đen ở ngay sau mắt (đầu của cá đực có nhiều sắc vàng hơn và các dải xanh lục cũng có độ tươi hơn). Vây lưng màu kem, được viền xanh óng ở rìa và có đốm đen ở phía trước. Vây hậu môn màu đỏ ở gốc, nửa ngoài của vây có màu cam với dải đen gần sát rìa, viền xanh óng ở rìa như vây lưng. Ở cá đực, nửa ngoài vây đuôi có thêm một dải đỏ hình vòng cung.
Số gai ở vây lưng: 9; Số tia vây ở vây lưng: 12–13; Số gai ở vây hậu môn: 3; Số tia vây ở vây hậu môn: 12; Số tia vây ở vây ngực: 13–14; Số gai ở vây bụng: 1; Số tia vây ở vây bụng: 5; Số vảy đường bên: 27; Số lược mang: 15–19.

## Sinh thái học
Thức ăn của H. iridis là các loài thủy sinh không xương sống.

## Thương mại
H. iridis tuy được đánh bắt trong các hoạt động buôn bán cá cảnh nhưng không phải loài được nhắm mục tiêu.